# Afaahiti
Afaahiti es una comuna asociada de la comuna francesa de Taiarapu-Este, que está situada en la subdivisión de Islas de Barlovento, Polinesia Francesa. Tiene una población estimada, en 2022, de 6829 habitantes.

## Composición
La comuna asociada de Afaahiti comprende una fracción de la isla de Tahití y su motu.
| Comuna asociada de Afaahiti   |                  |                  |                    |
| Fracción de la isla de Tahití | Población (2012) | Superficie (km²) | Densidad (hab/km²) |
| Afaahiti                      | 5815             | 35.1             | 166                |
| Islote                        | Población (2012) | Superficie (km²) | Densidad (hab/km²) |
| Motu Nono                     | -                | -                | -                  |

## Demografía
| Gráfica de evolución demográfica de Afaahiti entre 1977 y 2022 |
|                                                                |

Fuente: INSEE